# Euphorbia caespitosa
Euphorbia caespitosa är en törelväxtart som beskrevs av Jean-Baptiste de Lamarck. Euphorbia caespitosa ingår i släktet törlar, och familjen törelväxter. Inga underarter finns listade i Catalogue of Life.

## Bildgalleri

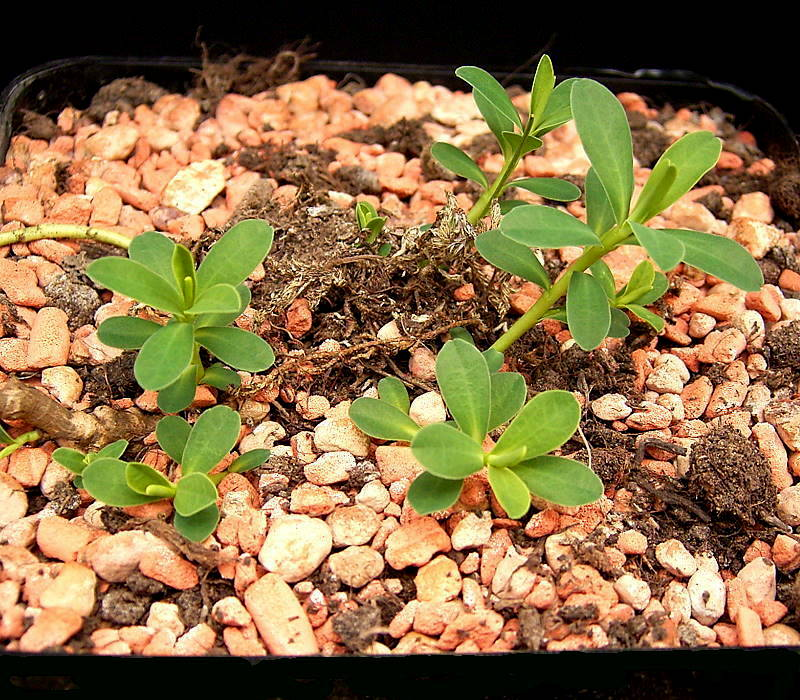
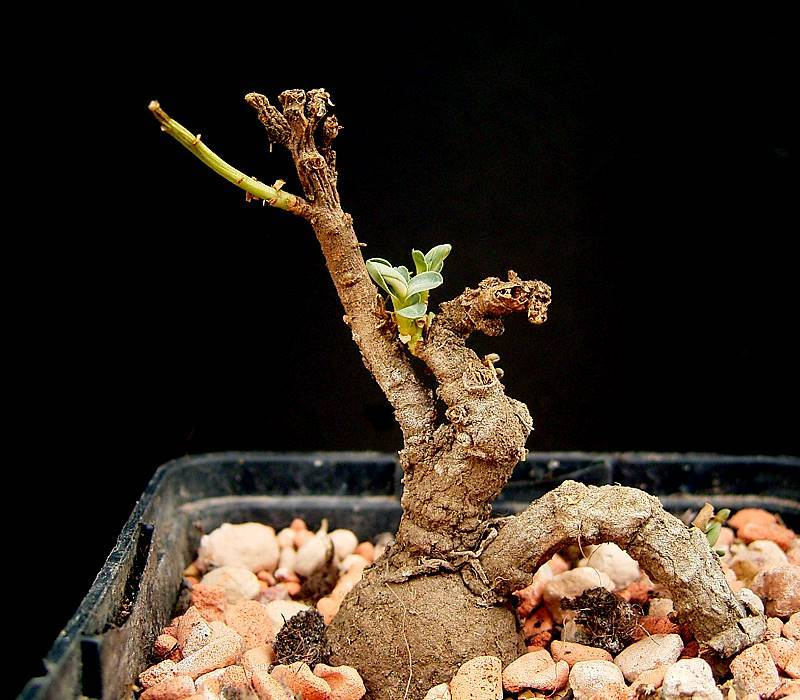